# Острово (Сьремський повіт)
Острово (пол. Ostrowo, нім. Ostrowo bei Schrimm) — село в Польщі, у гміні Сьрем Сьремського повіту Великопольського воєводства.
Населення — 123 особи (2011).
У 1975-1998 роках село належало до Познанського воєводства.

## Демографія
Демографічна структура станом на 31 березня 2011 року:
|          | Загалом | Допрацездатний вік | Працездатний вік | Постпрацездатний вік |
| -------- | ------- | ------------------ | ---------------- | -------------------- |
| Чоловіки | 66      | 6                  | 54               | 6                    |
| Жінки    | 57      | 9                  | 40               | 8                    |
| Разом    | 123     | 15                 | 94               | 14                   |